# 新闻保护国家秘密总局
新闻保护国家秘密总局（俄语：Главное управление по охране государственных тайн в печати при СМ СССР）苏联的官方审查和国家机密保护机构。该审查机构成立于1922年，最初名为“俄罗斯苏维埃联邦社会主义共和国教育人民委员会图书文献和出版事业管理总局”，简称为Glavlit（Главлит）。后来这个术语一直半官方地使用，直到苏联解体。